# 田中勤
田中 勤（たなか つとむ、1958年11月29日 - ）は、日本の実業家。双日中国総代表、双日上海総経理、双日専務執行役員。

## 人物・経歴
1958年11月29日、埼玉県生まれ。立教大学経済学部卒業。
1981年4月、日綿實業株式会社（現・双日株式会社）入社。
2006年4月、双日欧州会社 化学品・合成樹脂部門長、2007年1月、同社欧州会社デュッセルドルフ支店兼欧州・ロシアNIS合成樹脂本部長、2008年10月、兼欧州・ロシアNIS化学品・合成樹脂部門長を歴任。
2009年4月、双日プラネット株式会社樹脂第一部長、2010年4月、同社執行役員。
2011年4月、双日株式会社執行役員 化学品・機能素材部門長補佐 兼 双日プラネット株式会社代表取締役社長に就任。
2012年4月、化学部門長補佐兼化学品本部長、2014年4月、常務執行役員化学部門長、2015年4月、化学本部長を歴任。
2022年現在、双日株式会社専務執行役員を務めるとともに、双日中国総代表として、双日中国会社董事長、双日上海会社董事長 兼 総経理、双日大連会社董事長、双日広州会社董事長双日香港会社董事長を兼務する。